# Eddie Hart
Pour les articles homonymes, voir Hart.
Edward ("Eddie") James Hart, né le 24 avril 1949 à Martinez (Californie), est un ancien athlète américain spécialiste du 100 mètres, d'1,78 m et de 71 kg en 1972 ; il fut champion olympique du relais 4 × 100 mètres aux Jeux olympiques d'été de 1972.
En 1972, lors des sélections olympiques américaines, Hart remporte le 100 mètres devant Reynaud Robinson. Les deux hommes égalent le record du monde en 9 s 9 (temps manuel), devant Robert Taylor, 3e en 10 s 0 et également qualifié. Avec cette performance, Hart devient le favori pour le 100 m des Jeux olympiques de Munich. Mais à Munich, Hart et Robinson ne se présentent pas à l'heure pour les quarts de finale, se fiant à un calendrier périmé. Ils font appel, mais cet appel est rejeté. Hart et Robinson éliminés, le 100 m est remporté par le soviétique Valeriy Borzov en 10 s 14 devant Robert Taylor 10 s 24.
Hart se consolera en remportant le titre olympique sur le relais 4 × 100 m, avec Larry Black, Robert Taylor, et Gerald Tinker en égalant le record du monde en 38 s 2 (38 s 19 électroniques), devant l'équipe d'URSS, 2e en 38 s 50. Dernier relayeur, Hart était opposé à Borzov pour le relais soviétique. Mais le duel entre les deux hommes, qui ne put avoir lieu sur le 100 mètres, ne se produit pas non plus sur le relais, car Hart avait beaucoup trop d'avance sur Borzov au moment du passage du témoin. Borzov fut chronométré lancé en 9 s 21 dans la ligne droite et Hart en 9 s 25. 
Avec le chronométrage électronique, Hart a réalisé son meilleur temps sur 100 m le 31 juillet 1978 à Colorado Springs, en 10 s 07.

## Jeux olympiques
- Jeux olympiques 1972 à Munich  Allemagne de l'Ouest
  -  Médaille d'or en relais 4 × 100 m